# Tord de Hauxwell
El tord de Hauxwell (Turdus hauxwelli) és un ocell de la família dels túrdids (Turdidae).

## Hàbitat i distribució
Habita boscos, normalment a prop de l'aigua, a les terres baixes al sud-est de Colòmbia, sud de Veneçuela, est de l'Equador, est del Perú, nord i est de Bolívia i oest amazònic del Brasil.